# شاكا زولو
شاكا زولو (بالإنكليزية: Shaka Zulu) (تهجئات أخرى: Tshaka, Tchaka أو Chaka) قائد من قبائل الزولو. ولد عام 1787 تقريباً، وتوفي في 22 سبتمبر 1828 تقريباً.
يُنسب إليه فضل تحويل قبائل الزولو من مجرد تنظيمات قبلية إلى أمة تسيطر على معظم مناطق جنوب أفريقيا الممتدة بين نهري بونغول وزيمخولو. اشتهر على نطاق واسع بمهارته العسكرية العالية، وميله للتدمير. تصنّفه مقالة الموسوعة البريطانية على أنه عبقري عسكري اشتهر بإصلاحاته وابتكاراته في المجال العسكري، بينما يميل كُتاب آخرون إلى الحد من حجم إنجازاته العسكرية والسياسية. وعلى الرغم من ذلك، فإن فطنته السياسية والعسكرية، وقوته وحماسه لاستيعاب جيرانه ضمن نطاق حكمه، وطريقته في الحكم بالوكالة تجعلانه أحد أعظم زعماء الزولو على الإطلاق.
| ملوك أمة الزولو     |                |              |
| سبقه: سينزانغاخونغا | حكمه 1816-1828 | خلفه: دينغين |

## وصلات خارجية
- تاريخ مجتمع جنوب إفريقيا العسكري - تنظيم الزولو العسكري وتحدي 1879
- شاكا: زعيم الزولو
- تاريخ شاكا
- عرض تمثال